# 莫諾基特 (印第安納州)
莫諾基特（英語：Monoquet）是位於美國印地安納州科西阿斯科縣的一個非建制地區。該地的面積和人口皆未知。